# Sexy Music
 (mars 2012).
Si vous disposez d'ouvrages ou d'articles de référence ou si vous connaissez des sites web de qualité traitant du thème abordé ici, merci de compléter l'article en donnant les références utiles à sa vérifiabilité et en les liant à la section « Notes et références ».
Singles de Wink
One Night in Heaven
(1989) Yoru ni Hagurete
(1990)
Sexy Music est le 7e single du duo japonais Wink, sorti en 1990.

## Présentation
Le single sort le 28 mars 1990 au Japon sous le label Polystar. Il atteint la 1re place du classement de l'Oricon, dans la foulée des précédents tubes du groupe, Ai ga Tomaranai, Namida wo Misenaide, Samishii Nettaigyo et One Night in Heaven ; il reste classé pendant 14 semaines, pour un total de 329 000 exemplaires vendus. Ce sera le dernier disque du duo à se classer N°1.
La chanson-titre est une reprise en japonais de la chanson homonyme du groupe britannique The Nolans sortie en single au Japon en 1981. Elle figurera sur l'album Velvet qui sort trois mois plus tard, ainsi que sur la plupart des compilations du groupe, dont Wink Hot Singles, Raisonné, Diary, Wink Memories 1988-1996, Treasure Collection ; elle sera aussi remixée sur les albums Diamond Box, Remixes, Jam the Wink et Para Para Wink! ; sa version instrumentale figurera sur l'album karaoke Fairy Tone qui sort deux semaines après. La chanson en "face B", Ichiban Kanashii Bara, figurera quant à elle sur la compilation de "faces B" Back to Front de 1995.

## Liste des titres
Toutes les paroles sont écrites par Neko Oikawa (la version originale de Sexy Music est signée par Steve B. Findon, M. Myers, B. Puse).
| 1. | Sexy Music                                 | Steve B. Findon, M. Myers, B. Puse |  |
| 2. | Ichiban Kanashii Bara (いちばん哀しい薔薇) | Kisaburo Suzuki                    |  |